# Pentatrichia
Pentatrichia je rod od nekoliko vrsta glavočika iz potporodice Asteroideae smješten u podtribus Athrixiinae, dio tribusa Gnaphalieae. Njegovih 5 vrsta rasprostranjeno je po Južnoj Africi i Namibiji.
Rod je opisan u Bull. Herb. Boissier 3: 436. 1895.

## Vrste
1. Pentatrichia alata S.Moore
2. Pentatrichia integra (Compton) Klaassen & N.G.Bergh
3. Pentatrichia kuntzei (O.Hoffm.) Klaassen & N.G.Bergh
4. Pentatrichia petrosa Klatt
5. Pentatrichia rehmii (Merxm.) Merxm.